# サンタルカンジェロ・トリモンテ
サンタルカンジェロ・トリモンテ（イタリア語: Sant'Arcangelo Trimonte）は、イタリア共和国カンパニア州ベネヴェント県にある、人口約500人の基礎自治体（コムーネ）。

## 地理

### 位置・広がり
ベネヴェント県のコムーネ。県都ベネヴェントから東北東へ14kmの距離にある。

#### 隣接コムーネ
隣接するコムーネは以下の通り。
- アーピチェ
- ブオナルベルゴ
- パドゥーリ